# Бъди Мърфи
Матю Адамс (роден на 26 септември 1988) е австралийски кечист.
Работи с AEW, където той участва под името Бъди Матюс.

## Професионална кеч кариера

### Ранна кариера и трениране
Един от първите мачове, в които Адамс беше включен бяха в PCW през 2007, където на 8 септември като Мат Силва, той беше в отбор с Джако Фенера и победиха Адам Брукс и Диаз. Той спечели първата си титла в PCW, Щатската титла на PCW, побеждавайки Дани Сайко на 3 декември 2010. Впоследствие печели титлата в тежка категория на MCW, побеждавайки Слекс на 28 януари 2012.

### WWE

#### NXT (от 2013 г.)
На 17 март 2013, Адамс подписа развиващ се договор с WWE. Беше съобщен в NXT и направи дебюта си като Бъди Мърфи на живо събитие на NXT на 23 ноември 2013, в отбор с Сойър Фултон и Трой Маклейн срещу Анджело Доукинс, Колин Касиди и Уесли Блейк. Мърфи направи своя телевизионен дебют на NXT на 15 май 2014, заедно с Илайъс Сампсън в загуба срещу Възкачване. През август 2014, Мърфи сформира отбор с Уесли Блейк. На 14 август в епизод на NXT, те бяха победени в първия кръг на претендентския отборен турнир от Калисто и Син Кара, по-късно познати като Луча Драконите. За остатъка от 2014, Блейк и ърфи загуби много мачове от Луча Драконите и Водевиланс (Саймън Гоч и Ейдън Инглиш). Блейк и Мърфи веднъж бяха наречени Близкия отбор през октомври, но името беше прекратено в следващите епизоди. Също през октомври 2014, Блейк и Мърфи загубиха претендентската отборна кралска битка, като бяха елиминирани от Възкачване.
На 21 януари 2015 на NXT, мърфи и Блейк победиха Водевиланс и бързо предизвикаха Луча Драконите за титлите. На 28 януари на NXT, Блейк и Мърфи победиха шампионите и спечелиха Отборните титли на NXT, правейки Мърфи първият австралиец, носител на титла в WWE.
На 31 януари на хаус шоу на NXT, Блейк и Мърфи бяха известни без техните първи имена. Тази промяна в имената стигна до телевизията на NXT Завземане: Враг, където Блейк и Мърфи победиха Луча Драконите в реванш за титлите. След това през март, Блейк и Мърфи започнаха вражда с Ензо Аморе и Колин Касиди, които искаха да спечелят титлите. Блейк и Мърфи се опитваха да ухажват Кармела няколко пъти. На 13 май на NXT, Блейк и Мърфи разсяха Кармела по време на мач ѝ срещу Алекса Блис, коствайки ѝ да загуби мача, което ги прави злодеи. На NXT Завземане: Неудържими, по време на мача за Отборните титли на NXT на Ензо и Касиди срещу Блейк и Мърфи, Алекса Блис дойде по средата на мача и атакува Кармела и Аморе, осигурявайки победата на Блейк и Мърфи, присъединявайки се към тях. След като направиха няколко успешни защити на титлите, Блейк и Мърфи загубиха титлите от Водевиланс на NXT Завземане: Бруклин, прекратявайки периода им като шампиони от 219 дни. На 18 май за записи на NXT, след като загубиха от Шинске Накамура и Остин Ейрис, Алекса и Блейк оставиха Мърфи, което доведе до раздялата на отбора. Мърфи се върна за индивидуално участие на 1 юни 2016 в епизод на NXT, където името му е обявено като Бъди Мърфи биейки се срещу Тай Дилинджър и загуби.

## Друга медия
Мърфи, заедно със съотборника си Блейк, направиха дебют във видео играта WWE 2K16 като герои за изтегляне.

## Личен живот
Адамс има минало, включващо скачане с бънджи, катерене по скали и плуване с големи китове.

## В кеча
- Финални ходове
  - Като Бъди Мърфи/Мърфи
    - Murphy's Law (Running brainbuster)[28]

  - Като Мат Силва
    - Lights Out[29]
    - Silva Breaker[29]
- Ключови ходове
  - Като Мат Силва
    - Silva Shock (Pumphandle neckbreaker)[30]
    - Silva Star Press (Standing или running shooting star press)[30]
    - Silva Bullet (Missile dropkick)[30]

  - Като Бъди Мърфи/Мърфи
    - Apron Belly-to-back suplex
    - Calf Kick
    - Diving Double knees на лицето на седнал опонент
    - Dropkick
    - Slingshot somersault senton
    - Superkick
- С Уесли Блейк/Блейк
  - Отборни финални ходове
    - Running brainbuster (Мърфи) последван от frog splash (Блейк)[31][32][33]
- Мениджъри
  - Алекса Блис[34]
- Прякори
  - „Нечовешката сила“ (като Мат Силва)[35]
- Входни песни
  - „Robot Rock“ на Daft Punk[30] (Независими компании)
  - „Action Packed“ на Kosinus (NXT; 1 декември 2014 – 20 май 2015; използвана докато е в отбор с Блейк)
  - „Opposite Ends of The World“ на CFO$ (NXT; от 20 май 2015 г.; използвана докато е в отбор с Блейк и в индивидуално участие)

## Шампионски титли и отличия
Melbourne City Wrestling
- Шампион в тежка категория на MCW (1 път)[36]

Professional Championship Wrestling
- Щатски шампион на PCW (1 път)[29][37]

Pro Wrestling Illustrated
- PWI го класира като # 116 от топ 500 индивидуални кечисти в PWI 500 през 2015[38]

WWE NXT
- Отборен шампион на NXT (1 път) – с Блейк[39]